# Kidnap
Kidnap (bra: O Sequestro; prt: Rapto) é um filme de drama de ação e suspense estadunidense de 2017 dirigido por Luis Prieto, escrito por Knate Lee e estrelado por Halle Berry, Lew Temple, Sage Correa e Chris McGinn. O filme segue Karla, uma garçonete, que persegue implacavelmente um sequestrador depois que seu filho de seis anos é sequestrado de um parque. O filme é o segundo thriller de sequestro de Berry depois de The Call, de 2013. O desenvolvimento do filme começou em junho de 2009. A filmagem principal começou em 27 de outubro de 2014, em Nova Orleães, com cenas também filmadas em Slidell. As filmagens foram concluídas em 7 de dezembro de 2014.
Kidnap estreou em 31 de julho de 2017, no ArcLight Hollywood e foi lançado nos Estados Unidos em 4 de agosto de 2017, pela Aviron Pictures, que comprou os direitos do filme por US$ 3 milhões depois que a produtora original Relativity Media entrou com pedido de falência. Arrecadou US$ 34,8 milhões em todo o mundo e recebeu críticas mistas dos críticos, com alguns chamando-o de “diversão útil no final do verão” e elogiando o desempenho de Berry, enquanto outros criticaram o enredo confuso.

## Elenco
- Halle Berry como Karla Dyson, a mãe de Frankie, que está procurando por seu filho sequestrado
- Sage Correa como Frankie Dyson, o filho de Karla
- Chris McGinn como Margo Vickey, uma sequestradora e esposa de Terrence
- Lew Temple como Terrence “Terry” Vickey, um sequestrador e marido de Margo
- Jason Winston George como David
- Dana Gourrier como vice-xerife
- Christopher Berry como o homem barbudo, o líder dos sequestradores
- Aaron Shiver como Bill
- Kurtis Bedford como Del
- Carmela Riley como Stephanie

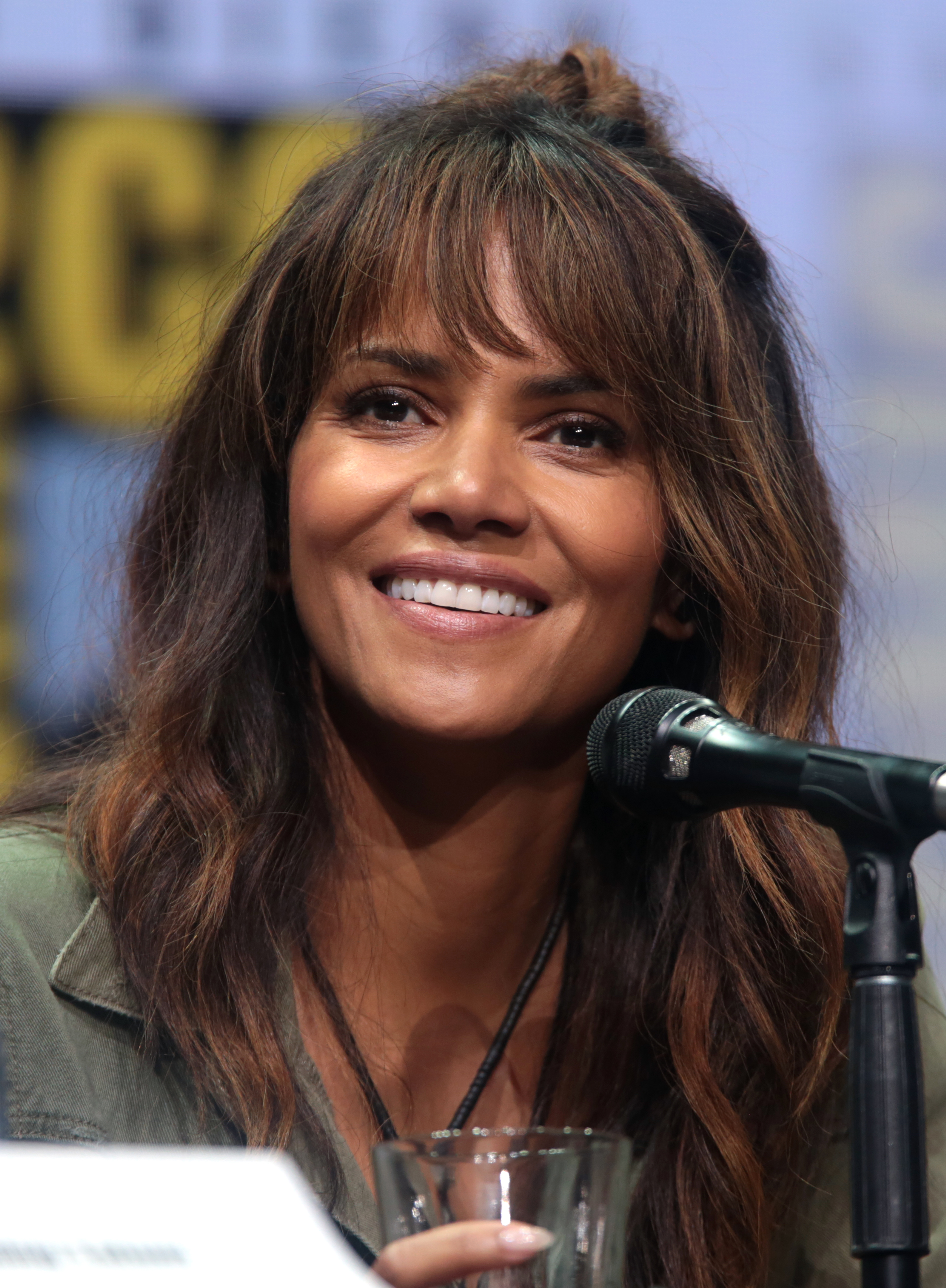
Halle Berry como Karla
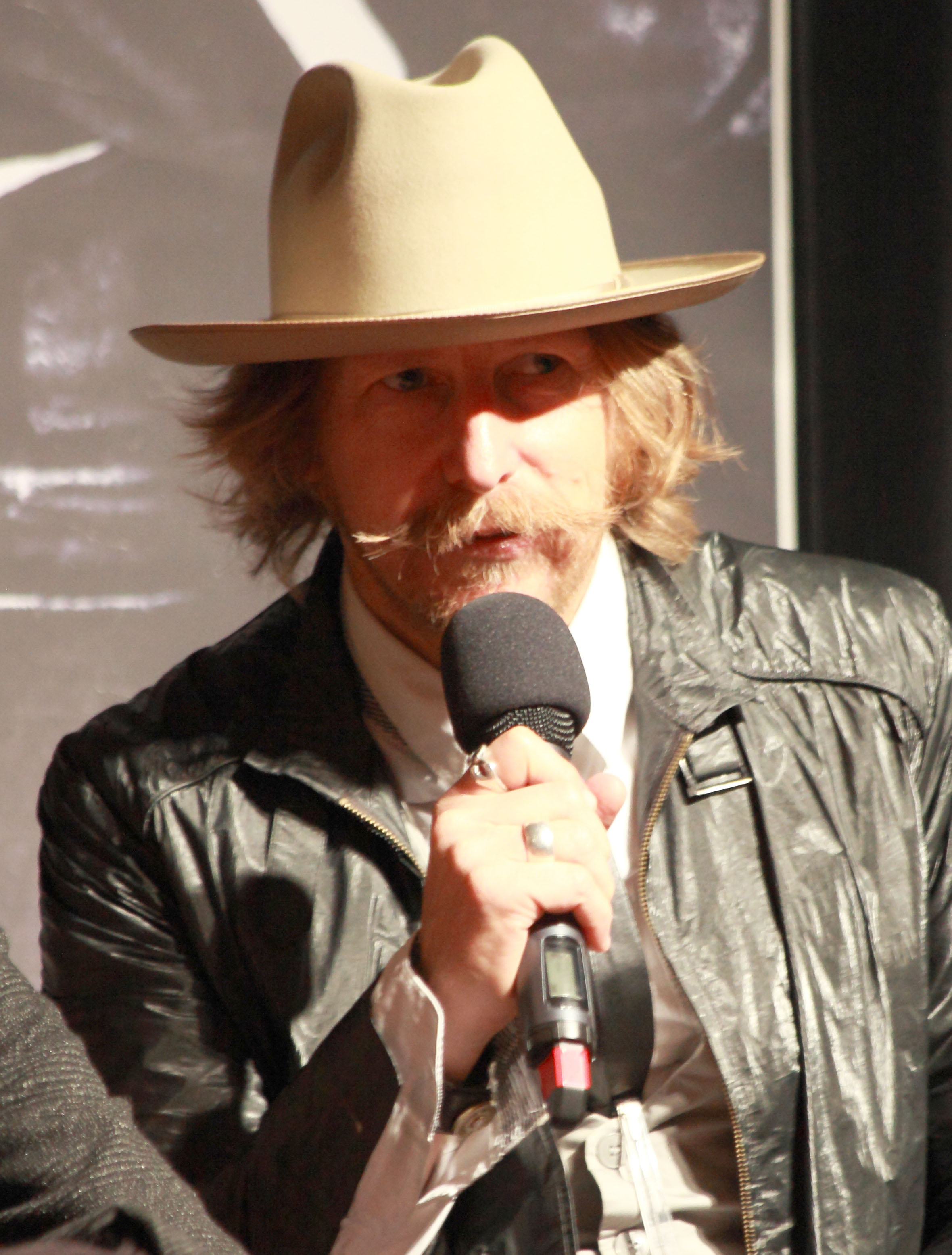
Lew Temple como Terrence “Terry” Vickey
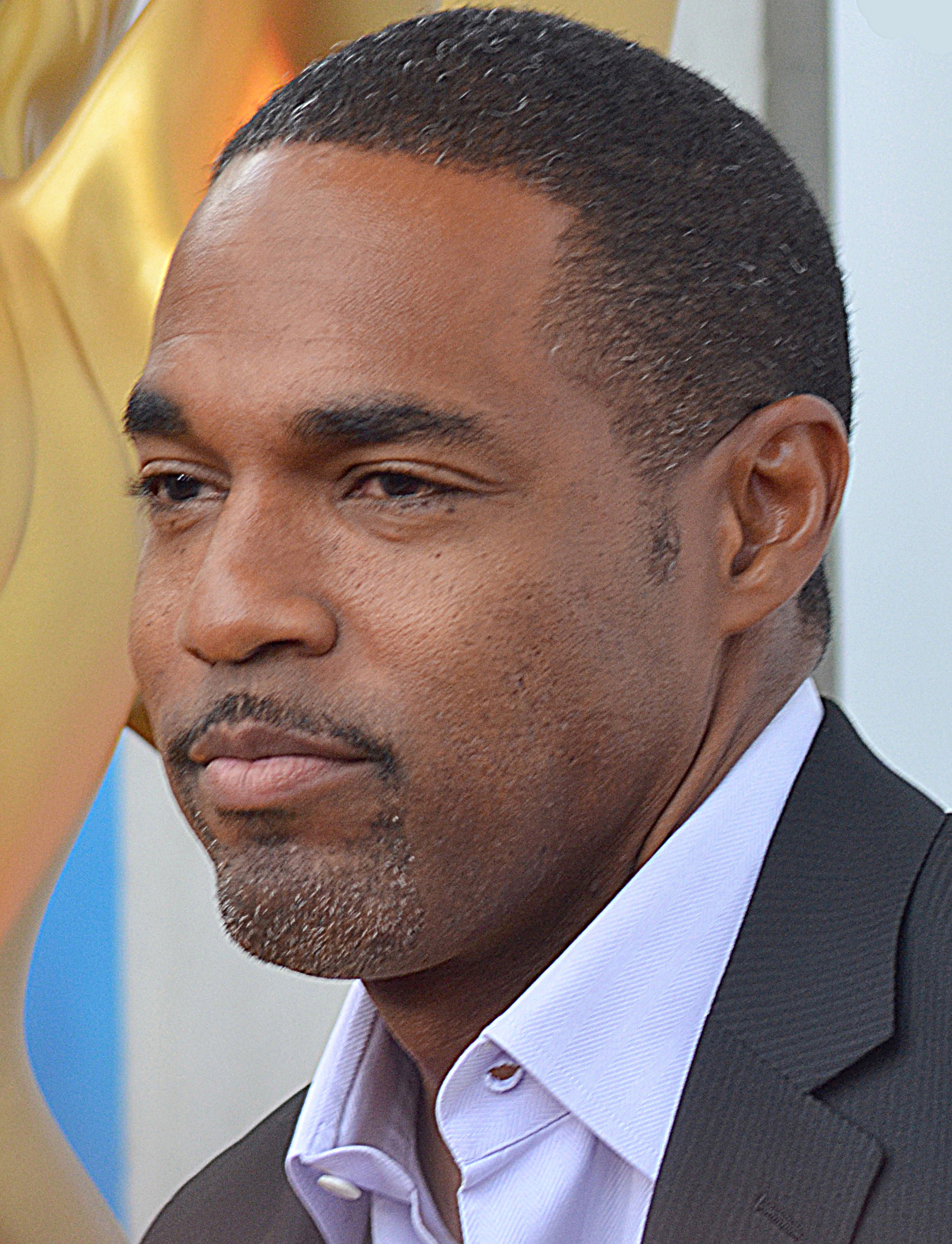
Jason Winston George como David

## Produção

### Filmagem
As filmagens principais começaram em 27 de outubro de 2014, em Nova Orleães, Luisiana. A partir de meados de novembro, as filmagens também estavam ocorrendo em Slidell. As filmagens terminaram em 7 de dezembro de 2014.

## Estreia
O filme foi originalmente programado para ser lançado em 9 de outubro de 2015, mas em julho de 2015 a Relativity Media adiou o filme de sua data de lançamento original de 9 de outubro de 2015 para 26 de fevereiro de 2016, porque a empresa estava enfrentando um crise financeira. Em seguida, foi remarcado novamente de 26 de fevereiro de 2016 para 13 de maio de 2016, e de 13 de maio de 2016 para 2 de dezembro de 2016, e foi totalmente removido do programa.
Foi então adiado de 2 de dezembro de 2016 para 10 de março de 2017, mas foi adiado mais uma vez depois que a Relativity entrou com pedido de falência e os produtores colocaram o filme de volta no mercado, perdendo os direitos sobre ele. A Aviron Pictures, a nova distribuidora, comprou os direitos por US$ 3 milhões e foi adiada pela última vez de 10 de março de 2017 para 4 de agosto de 2017, quase três anos após o início da produção; gastaram um total de US$ 13 milhões em promoção.

## Recepção

### Bilheteria
Kidnap arrecadou US$ 30,7 milhões nos Estados Unidos e Canadá e US$ 2 milhões em outros territórios para um total mundial de US$ 32,7 milhões, contra um orçamento de produção de US$ 21 milhões.
Na América do Norte, Kidnap estreou em conjunto com a abertura de A Torre Negra e a ampla expansão de Detroit, e foi projetado para arrecadar cerca de US$ 8 milhões em 2 378 cinemas em seu fim de semana de estreia. O filme arrecadou US$ 3,7 milhões no dia de estreia (incluindo US$ 500 mil nas prévias de quinta-feira) e US$ 10 milhões no fim de semana, terminando em quinto nas bilheterias. Caiu 49,1% em sua segunda semana para US$ 5,1 milhões, terminando em oitavo.

### Críticas
No site do agregador de críticas Rotten Tomatoes, o filme tem um índice de aprovação de 38% com base em 88 críticas e uma classificação média de 4,5/10. O consenso crítico do site diz: “Kidnap se transforma em exploração mal escrita com muita frequência para tirar proveito de sua premissa polpuda ou dos talentos ainda impressionantes de sua estrela comprometida”. No Metacritic, que atribui uma classificação normalizada, o filme tem uma pontuação de 44 em 100, com base em 26 críticos, indicando “críticas mistas ou médias”. O público pesquisado pelo CinemaScore deu ao filme uma nota média de “B+” em uma escala de A+ a F, enquanto o PostTrak relatou que os espectadores deram uma pontuação geral positiva de 74% e uma recomendação definitiva de 53%.
David Elrich, do IndieWire, deu ao filme um “D–” e o chamou de o pior do verão, dizendo: “Emoji: O Filme pode ter sido uma peça chata e descaradamente cínica de propaganda corporativa, mas pelo menos teve a cortesia de ser o ofensivo Kidnap, por outro lado, não tem a cortesia de ser um grande negócio.”